# 錫達哈莫克 (佛羅里達州)
錫達哈莫克（英語：Cedar Hammock）是位於美國佛羅里達州馬納提縣的一個非建制地區。該地的面積和人口皆未知。

## 地理
錫達哈莫克的座標為27°28′01″N 82°34′59″W / 27.46694°N 82.58306°W，而該地的平均海拔高度為6米（即20英尺）。